# Dolné Trhovište
Dolné Trhovište (fins 1948 en eslòvac Dolné Vašardice; en alemany Unterwascharditz, hongarès Alsóvásárd) és un poble d'Eslovàquia que es troba a la regió de Trnava a la val del Trhovištský. Les principals activitats econòmiques són l'agricultura i l'indústria tèxtil.
La primera menció escrita de la vila Vasar o Vascard data del 1156. S'hi han trobar restes d'un cementiri turc. El 1902 va el poble de Jelenà va ser afegit. L'església de Sant Juraja data del segle xiii, amb modificacions importants al segles xvii i xviii.

## Demografia
| Godina             | 1994 | 2004   | 2014   | 2024    |
| ------------------ | ---- | ------ | ------ | ------- |
| Nombre de persones | 642  | 637    | 651    | 571     |
| Diferència         |      | −0,77% | +2,19% | −12,28% |

| Godina             | 2023 | 2024   |
| ------------------ | ---- | ------ |
| Nombre de persones | 584  | 571    |
| Diferència         |      | −2,22% |